# Chimalapa, Hidalgo
Chimalapa är en ort i Mexiko.   Den ligger i kommunen Acaxochitlán och delstaten Hidalgo, i den sydöstra delen av landet, 130 km nordost om huvudstaden Mexico City. Chimalapa ligger 2 044 meter över havet och antalet invånare är 2 008.
Terrängen runt Chimalapa är kuperad åt sydväst, men åt nordost är den bergig. Runt Chimalapa är det ganska tätbefolkat, med 239 invånare per kvadratkilometer. Närmaste större samhälle är Huauchinango, 11,1 km öster om Chimalapa. I omgivningarna runt Chimalapa växer i huvudsak blandskog.